# NGC 2892
NGC 2892 este o radiogalaxie situată în constelația Ursa Mare. A fost descoperită în 11 mai 1885 de către Lewis A. Swift. Se află la o distanță de 96,81 de megaparseci de Pământ.